# Nagymecset (Hszian)
A hsziani Nagymecset (西安大清真寺) a város muzulmán negyedében található.

## Története
Egy kőtáblára faragott szöveg szerint a mecset 742-ben, a Tang-dinasztia idején (618–907) épült. A mecsetet az elmúlt 1300 évben többször átépítették és bővítették. A komplexum több épületből áll, csarnokokból, pavilonokból. Teljes területe 13 ezer négyzetméter, amelyből az épületek hatezer négyzetmétert fednek le, a többi díszkert, udvar. Alaprajza téglalap, tájolása kelet-nyugati. A terület négy nagyobb részre tagolódik.
Az első udvarban egy régi, fából készített boltíves kapu áll, vele szemben agyagtéglákból emelt fal, amelyet faragások díszítenek. A boltíves kaput a 17. század elején építették. Mindkét oldalán néhány kisebb épület áll, némelyikben megőrizték a Csin- (1115-1234), illetve a Ming-dinasztia (1368–1644) idejéből származó berendezési tárgyakat.
A második udvarban három egybekapcsolt, kőből készült emlékkapu emelkedik, mindegyiket négy oszlop tartja. A főkapu tetejére a következő szöveget vésték a kőbeː A mennyország udvara. A közöttük futó faragott kőkerítések a Ming-dinasztia korából származnak. Itt látható két nagy kőtábla, amelyet sárkányok tartanak, a rájuk vésett szöveg a Ming- és a Csin-dinasztia idején végrehajtott építkezésekről, munkálatokról tudósítanak.
A harmadik udvarban áll a komplexum legrégebbi építménye, egy csarnok. Mellette található a Holdtábla elnevezésű kő, amelyre arab feliratot véstek. Egy híres imámot idéz, és arról szól, hogyan számították ki a muzulmán naptárat. Az udvar közepén emelkedik az Elmélkedés tornya, amely minaretként szolgál. Ez a mecsetkomplexum legmagasabb épülete. Kétemeletes, teteje nyolcszögletű. Tőle délre áll a hivatalos fogadásokat szolgáló csarnok, északra pedig az előadóterem, amelyben egy Ming-dinasztiabeli kézzel írott Koránt és Mekka Csin-dinasztiabeli térképét őrzik.
A negyedik udvarba újabb kőkapukon lehet bejutni. Itt áll az egy istenről elnevezett épület, amely a hagyományos kínai boltíves kapuk és csarnokok ötvözete. Főnix pavilonnak is nevezik, mert hasonlónak látják egy szárnyait kinyitó madárra. Az épületet faragott sárkányok díszítik. Kisebb épületek csatlakoznak hozzá, amelyekben középkori famunkák, porcelánok, festmények láthatók.
Tőle kicsit távolabb található maga a mecset, amelyet kék cserepek fednek. Számos faragás díszíti. A csarnok belsejében elhelyeztek hatszáz falapot, amelyre a Korán szövegét faragták, harmincat kínai, a többit arab írásjelekkel. A teremben ezer hívő fér el egyszerre. Az épületkomplexumot 1956-ban fontos történelmi és kulturális örökségnek nyilvánították.